# Parque de veados
Na Inglaterra medieval e início da Inglaterra moderna, um parque de veados (ou parque de cervos) era uma área fechada contendo veados The ditch was on the inside. Era delimitado por uma vala e banco com um parque de madeira paliçada em cima do banco, ou por uma parede de pedra ou tijolo.